# Atomic (sång)
Atomic är en låt lanserad av Blondie 1979 på albumet Eat to the Beat. Den släpptes som tredje singel från albumet 1980. Den blev en stor europeisk hitsingel, och en medelstor hit i USA. Albumversionen skiljer sig mycket från singelversionen då den är mycket längre och innehåller sektioner som inte alls finns med på singeln. Bland annat har albumversionen ett intro inspirerat av ramsan Three Blind Mice. Albumversionen togs med på samlingsskivan The Best of Blondie. Låten är en blandning av new wave-rock och disco, och har gitarrpartier som för tankarna till musik från Spaghetti-western-filmer.
Låten spelas i filmen Trainspotting (1997) av gruppen Sleeper, och Blondies version finns med i filmen Skruva den som Beckham (2002).

## Listplaceringar
- Billboard Hot 100, USA: #39[1]
- UK Singles Chart, Storbritannien: #1[2]
- Nederländerna: #17[3]
- Österrike: #5[4]
- VG-lista, Norge: #5[5]